# South Plains

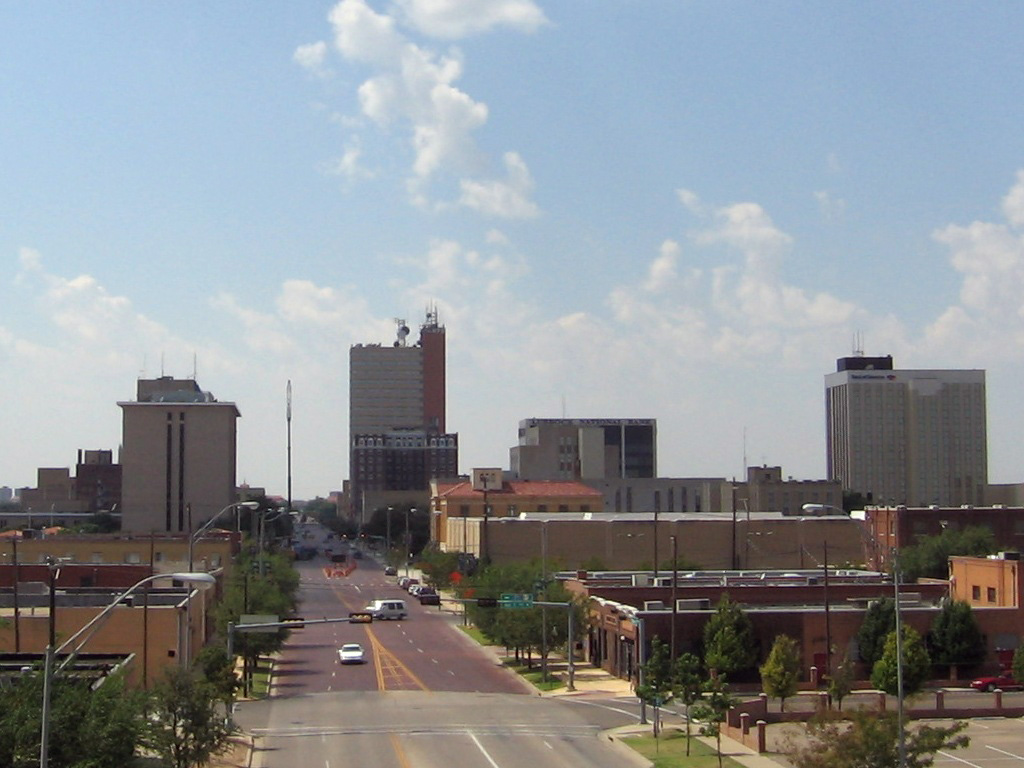
Lubbock, principale città della regione.

Le South Plains sono una regione del Texas occidentale che si estende dal nord della scarpata di Caprock nel Llano Estacado, al nord del Texas Panhandle, al cui centro si trova la città di Lubbock.
Sebbene l'economia sia spinta dalla produzione petrolifera, le South Plains sono principalmente una regione agricola, con coltivazione di cotone e allevamenti bovini nei ranch. 
Questa regione geografica comprende 23 contee del Texas:
- Bailey
- Borden
- Briscoe
- Castro
- Cochran
- Crosby
- Dawson
- Dickens
- Floyd
- Gaines
- Garza
- Hale
- Hockley
- Kent
- King
- Lamb
- Lubbock
- Lynn
- Motley
- Parmer
- Scurry
- Swisher
- Terry
- Yoakum